# CD8
CD8 je označení pro diferenciační skupinu povrchových bílkovin přítomných na vnější straně cytoplazmatické membrány cytotoxických T-lymfocytů; proto se také tyto lymfocyty označují jako CD8+ T-lymfocyty. CD8 je především receptor, jenž se váže na antigeny vystavované na komplexech MHC I. třídy. Tím posiluje účinek T-buněčného receptoru (TCR) a zvyšuje stabilitu vazby mezi T-lymfocytem a antigen prezentující buňkou. Společně hledají na MHC komplexech podezřelé molekuly signalizující například nádorové bujení antigen prezentující buňky.

## Struktura
CD8 glykoprotein tvoří ve svém původním stavu dimery (dvojici řetězců CD8), které mohou být dvojího typu, buď heterodimerické CD8αβ (které mají běžné aktivované T-lymfocyty), nebo homodimerické CD8αα (z nichž se vyvíjí paměťové T-lymfocyty). Tyto řetězce patří do superrodiny imunoglobulinu a mají imunoglobulární variabilní části. Dimery jsou propojené stopkou. Proteinová izoforma α řetězce je kódovaná genem leu-2a u člověka (lyt-2 myši) a izoforma β řetězce je kódovaná genem leu–2b (lyt-3 myši). Oba geny jsou umístěné na lidském chromozomu 2 v poloze 2p12.

### CD8αα
α řetězec má molekulovou hmotnost 34-37 kDa a je větší než β řetězec. Oba α řetězce jsou spojené disulfidickou vazbou v cytoplasmatické oblasti přes cystein. CD8 αα se nachází na αβ T lymfocytech (T-lymfocyty, které mají αβ TCR), NK buňkách a γδ T-lymfocytech (mají na svém povrchu γδTCR). V cytoplazmatické oblasti α receptoru se také nachází sekvence pro navázání kinázy rodiny src p56lck (lymfocytární-specifická protein tyrosin kináza p56), která je zodpovědná za další transmembránovou signalizaci T-lymfocytů.

### CD8 αβ
β řetězec má molekulovou hmotnost 32kDa a je od 20 aminokyselin kratší. Sdílí přibližně 20 % homologie s α řetězcem. V cytoplazmatické část proteinu se nenachází vazebná oblast pro p56lck tyrozin kinázu, proto se neúčastní signalizace.  β řetězec způsobuje větší termodynamickou stabilitu vazby mezi T-lymfocytem a MHC I. třídy. CD8 αβ je tedy účinnější aktivátor αβ T buněk než homologní CD8 αα. Je to zřejmě díky specificky regulovaný O-vázaným glykosylačním modifikacím. β řetězec je palmitován v membránové části na cysteinu, což vede k tvorbě lipidových raftů, které jsou podstatné pro signální dráhy. CD8 αβ se nachází pouze na povrchu αβT – buněk, ale v podstatně větší míře než CD8 αα.

## Funkce
CD8 receptor se nachází na povrchu cytotoxických CD8+ T buněk a je důležitý pro rozpoznávání a eliminaci virově infikovaných a maligních buněk. Hlavní funkce CD8 transmembránových proteinů je zvýšení mezibuněčné adheze T-buněk k MHC glykoproteinům I. třídy exprimovaných cílovými buňkami. CD8 zlepšuje efektivitu stimulace tím, že vyvolává signální události vedoucí k aktivaci T-buněk. Jedná se o koreceptor, protože se váže na stejný antigen jako TCR, ale není přímo zapojen při rozpoznávání peptidu prezentovaného na MHC I. Váže se k jakémukoli povrchovému komplexu MHC-I. na cílové buňce. Jeho vazebná afinita homodimeru i heterodimeru CD8 na MHC I. třídy je přibližně o 2-3 řády rychlejší než vazba TCR na MHC I.

#### Adheze
CD8 se váže na MHC I. třídy v konformaci jako antigen/protilátka a je tak vyloučena vazba na další MHC. MHC I třídy se skládá z α1, α2, α3 a β2 mikroglobulinových (β2m) domén, mezi α2 a β2m doménami je vodíková vazba. CD8 se váže extracelulárními částmi obou proteinových podjednotek na doménu α3 glykoproteinu MHC I. na cílové buňce, a poskytuje tak kostimulační signály . CD8 se však mezi adhezivní molekuly neřadí, protože má výrazně nižší vazebnou afinitu než jiné adhezivní molekuly, např. CD2 a CD48.

#### Signalizace
Signalizace TCR je nejdůležitější funkcí CD8 proteinů. Signalizační kaskáda je zahájena vazbou TCR na MHC I. prezentující glykoprotein. Propojení CD8 s TCR je zajištěno prostřednictvím heterodimeru CD3δε a γε a peptidového motivu spojující α řetězec TCR. CD8 α řetězec v cytoplasmatické oblasti interaguje s tyrosinkinázou p56lck prostřednictvím vazby cysteiny a chelátu zinku. Tyrosin kináza lck následně fosforyluje motivy na CD3ζ řetězci a aktivuje ZAP-70 na komplexu TCR/CD3. Následuje celá kaskáda fosforylací, která vede k aktivaci různých transkripčních faktorů (např. NF-κB, AP-1), které ovlivňují expresi určitých genů. Dochází k aktivaci cytotoxických CD8+ T-lymfocytů.
Řetězec β CD8 není přímo zapojen do signalizace, protože neobsahuje sekvenci pro vazbu tyrosin kinázy, ale stabilizuje interakci mezi CD8 α a p56lck, což umožňuje účinnější signalizaci. Heterodimer αβ CD8 je tedy lepším „aktivátorem“ než homodimer αα. Dalším důležitým faktorem je tvorba lipidových raftů v okolí β řetězce, které jsou tvořeny uspořádanými mikrodoménami obohacenými o sfingolipidy a cholesterol. Akumuluje se zde mnoho molekul, důležitých pro signalizaci a aktivaci T buněk (molekuly důležité pro fosforylaci lck a aktivaci ZAP-70/CD3). V této oblasti se dále nevyskytují fosfatázy (CD45), které zabraňují fosforylaci a TCR signalizaci. β řetězec může tvořit funkční vazbu s CD3δ, které je součástí komplexu TCR/CD3, čímž vytváří důležitou vazbu mezi TCR a koreceptorem.